# Martine Rooms
Martine Rooms (née le 6 mai 1952 à Clichy) est une athlète française, spécialiste des courses de demi-fond.

## Biographie
Elle est sacrée champion de France du 800 mètres en 1976 et 1978.
Elle améliore le record de France du relais 4 × 800 mètres en 1975 à Bourges en compagnie de Chantal Jouvhomme, Madeleine Thomas et Marie-Françoise Dubois. 
Son record personnel sur 800 m est de 2 min 4 s 2 (1978).